# ATK (club de futbol)
L'ATK, anteriorment conegut com a Atlètic de Kolkata (en bengalí, আটলেটিকো দে কলকাতা), va ser un club de futbol amb seu a Calcuta, Bengala Occidental (Índia). Va ser una de les franquícies fundadores de la Superlliga de l'Índia (ISL), màxima categoria professional en la qual va participar des de 2014 fins a 2020 i que va guanyar en tres edicions.
L'equip va estar controlat pel consorci Kolkata Games and Sports, del qual formen part l'estrella del críquet Sourav Ganguly, i els empresaris Harshavardhan Neotia i Sanjiv Goenka. En 2020 els seus propietaris van comprar la secció de futbol del Mohun Bagan i van integrar-hi l'ATK, donant pas a l'ATK Mohun Bagan.

## Història
L'ATK es va engegar amb la fundació de la Superlliga de l'Índia (ISL) a partir de 2014. Els organitzadors d'aquest nou torneig van treure a subhasta vuit franquícies per a la temporada inaugural, una per ciutat. El club Atlètic de Madrid, interessat a expandir el seu mercat internacional, es va aliar amb el jugador de críquet Sourav Ganguly i un grup d'empresaris nacionals per licitar per la plaça de Calcuta, la ciutat amb més tradició futbolística de l'Índia. El 13 d'abril de 2014 es va confirmar la seva victòria en haver pagat la xifra rècord de 18 crores de rupies.
El 7 de maig de 2014 es va confirmar la creació de l'equip amb el nom d'Atlètic de Kolkata, sent a més la primera franquícia confirmada de la ISL. L'entitat va heretar el nom i colors socials de l'Atlètic de Madrid, que també ha participat en el seu desenvolupament. L'entrenador per a la temporada inaugural va ser Antonio López Habas, mentre que per a la plaça de "jugador franquícia" es va triar Luis García, ex de l'Atlètic i vencedor de la Lliga de Campions amb el Liverpool FC. El gruix estranger de la plantilla estava format per futbolistes espanyols com Borja Fernández, Jofre Mateu, Basilio Sancho i Josemi González. Quant al draft nacional per triar jugadors indis, la primera elecció va ser Cavin Lobo (cedit per l'East Bengal).
En el seu debut es va proclamar campió de l'ISL. Després de finalitzar tercer la temporada regular, va superar el FC Goa en semifinals i va vèncer en la final el Kerala Blasters per 1:0, gol de l'indi Mohammed Rafique.
La vinculació amb l'Atlètic de Madrid va durar tres anys. El juliol de 2017 l'equip espanyol va arribar a un acord per rescindir el conveni de col·laboració, per la qual cosa l'entitat va passar a anomenar-se «ATK» a seques. Per a aquesta nova etapa la directiva va contractar Teddy Sheringham com a entrenador i Robbie Keane com a jugador franquícia.
Al gener de 2020 els propietaris de la franquícia van comprar la secció de futbol del Mohun Bagan, un dels clubs esportius més antics i amb major base d'aficionats de Calcuta. Al final de la temporada 2019-20 es va confirmar la fusió de tots dos equips per crear una nova entitat, ATK Mohun Bagan, a partir de l'1 de juny del mateix any.

## Entrenadors
- Teddy Sheringham (?-gener de 2018)[12]
- Ashley Westwood (interí) (interí- gener de 2018-?)[12]
- Steve Coppell (juny de 2018-actualitat)

## Palmarès
- Superlliga de l'Índia: 
  - 2014, 2016, 2019-20